# Le Petit Jacques (film, 1953)
Pour les articles homonymes, voir Le Petit Jacques.
Pour plus de détails, voir Fiche technique et Distribution.
Le Petit Jacques est un film français de Robert Bibal sorti en 1953, adapté d'un roman de Jules Clarétie.

## Synopsis
Un ouvrier au chômage vivant avec son fils Jacques, est accusé de meurtre et condamné à mort. Jacques, malade et hypersensible, a un don de médium et découvre le véritable assassin.

## Fiche technique
- Titre : Le Petits Jacques
- Réalisation : Robert Bibal
- Scénario : Michel Dulud, adapté d'un roman de Jules Clarétie
- Décors : Louis Le Barbenchon
- Musique : Louiguy, Mick Micheyl
- Photographie : Pierre Dolley
- Montage : Gabriel Rongier
- Producteur : André Roy
- Société de production : Roy Films
- Pays :  France
- Format : Noir et blanc - 1,37:1 - 35 mm -
- Genre : Film dramatique
- Durée : 105 minutes
- Date de sortie : 
  - France : 3 septembre 1953

## Distribution
- Jean-Pierre Kérien : Noël Rambert
- Blanchette Brunoy : Marthe Rambert
- Christian Fourcade : le petit Jacques Rambert
- Howard Vernon : Daniel Mortal
- Micheline Francey : Claire Mortal
- Célia Cortez : Mlle Edmée, l'assistante
- Pierre Jourdan : Paul Laverdac
- Jean Tissier : Le juge d'instruction Dubois
- Jacques Charon : l’avocat de la défense Me. Merlin
- Lucien Nat : le procureur
- Charles Roy : le docteur Dr. Arthez
- Paul Demange
- Mick Micheyl : La chanteuse